# Aminoácido não-essencial
Um aminoácido não-essencial é aquele que o organismo considerado (normalmente, o humano) é capaz de sintetizar para o seu funcionamento.
O organismo humano é capaz de sintetizar cerca de metade dos vinte aminoácidos comuns. Tem então de obter o restante através da dieta, pela ingestão de alimentos ricos em proteínas.
Os aminoácidos não-essenciais são também necessários para o funcionamento do organismo, mas podem ser sintetizados em vivo a partir de determinados metabólitos.
Existem aminoácidos não-essenciais que são essenciais apenas em determinadas situações patológicas ou em organismos jovens ou em desenvolvimento. A estes convencionou-se a designação "condicionalmente essenciais". Estes aminoácidos são normalmente fonte de divisão entre os cientistas, havendo os que consideram estes como essenciais e os que não os consideram como essenciais.

## Aminoácidos não-essenciais
- Alanina
- Arginina*
- Asparagina*
- Ácido aspártico
- Cisteína*
- Ácido glutâmico
- Glutamina*
- Glicina*
- Pirrolisina**
- Prolina*
- Serina*

(*) Essenciais apenas em determinados casos.
(**) Não classificados realmente. Adicionados apenas para sustentar o total de 22 aminoácidos.